# Porte du Temple
Porte du Temple (tj. Templářská brána) bylo označení pro dvě bývalé brány v Paříži, které byly součástí městských hradeb. Starší nechal vystavět král Filip II. August, druhá vznikla z nařízení Karla V. Jejich název byl odvozen od templářského sídla, které se rozkládalo za hradbami tehdejšího města.

## Historie
V roce 1190 Filip II. August nařídil stavbu nových hradeb na ochranu hlavního města. Část na pravém břehu byla dokončena v roce 1210. Hradby měly původně 12 bran. V roce 1280 nechal Filip IV. Sličný prorazit v hradbách nové brány. Jedna z nich vznikla v ose současné ulice Rue du Temple v prostoru domů č. 69–71 a č. 60–62 (48°52′ s. š., 2°21′44″ v. d.). Dostala jméno podle kláštera templářů, který v těchto místech přiléhal k městským hradbám. Též se nazývala Porte Sainte-Avoie podle nedalekého ženského kláštera. Tato první brána byla zbořena kolem roku 1535.
Karel V. nařídil v roce 1356 výstavbu nových hradeb, které měly na pravém břehu nahradit starší opevnění Filipa II. Augusta. Nové hradby měly pouze šest bran. Nová brána s názvem Porte du Temple byla umístěna u křižovatky Rue Meslay (tehdy Rue du Rempart) a Rue du Temple (48°52′ s. š., 2°21′44″ v. d.). Brána byla postavena kolem roku 1380 a přestavěna v roce 1460. V roce 1558 byla začleněna do severozápadního konce bastionu, který však nebyl nikdy zcela dokončen. Brána byla chráněna širokým příkopem a padacím mostem.
Brána byla během náboženských válek uzavřena a zůstala tak až do roku 1606. Byla zbořena spolu s hradbami kolem roku 1678 a na jejich místě vznikly bulváry.